# Sondra Radvanovsky
Sondra Radvanovsky (née le 11 avril 1969) est une soprano canadienne, spécialisée dans le répertoire italien du XIXe siècle.

## Biographie et carrière

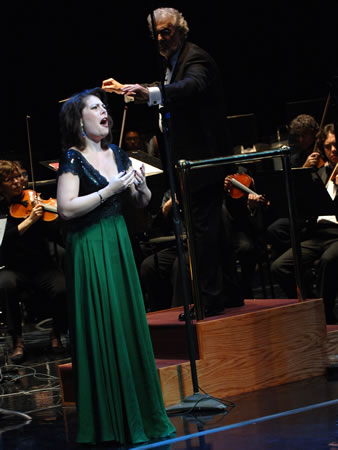
Sondra Radvanovsky en 2008.

### Débuts
Née d'un père tchèque, elle obtint la nationalité canadienne en 2016. Elle est initiée très tôt à toutes sortes de musiques par ses parents mélomanes, ce qui l'a conduit, enfant, à chanter d'abord de la musique sacrée dans le chœur d'une église. Elle considère qu'il s'agit là d'" une forme de une transition entre la musique classique et la musique moderne, la pop " confie-t-elle dans un entretien accordé au magazine Toute la Culture . A onze ans, une "étape importante" se produit lorsqu'elle voit pour la première fois Tosca à l'Opéra, avec Placido Domingo en Cavaradossi. À partir de là elle prend des cours de chant pour "apprivoiser sa voix". Encore adolescente, elle interprète de tout petits rôles à l'Opéra de Richmond, comme une cigarière dans Carmen ou l'un des enfants d'Hänsel und Gretel.
Elle a dû être opérée des cordes vocales en 2000
.

### Début des années 2000
Ses premiers grands rôles sont à l'Opéra de Paris, Marguerite dans le Faust de Gounod,
et en 2003 les Vêpres siciliennes de Verdi en version française
.
En 2005, elle chante aux côtés de Plácido Domingo au Met de New York dans un autre opéra en français, le Cyrano de Bergerac d'Alfano
.
Elle fait ses débuts au Royal Opera House de Londres en 2006.
En 2007, elle est à Valence

### Opéra italien
Ses goûts musicaux, son aisance en italien et dans le bel canto, la portent naturellement
vers l'opéra italien
.
Elle chante Violetta dans La traviata,
Elvira dans Ernani,
Leonore dans Il trovatore (d'abord à Paris en 2003),
Elisabetta dans Don Carlo (Paris, 2010)

puis Tosca et Norma, élargissant encore son répertoire au cœur des œuvres italiennes.
Elle donne une série de concerts avec Dmitri Hvorotovsky en 2010
.
Elle se produit à l'Opéra de Paris,
au Canadian Opera Company,
à l'Opéra de Munich,
à la Scala de Milan,
au Liceu de Barcelone,
au Teatro San Carlo de Naples,
régulièrement invitée pour les grands rôles.
C'est son incarnation rare des "Trois Reines" de Donizetti à New York en 2016 qui continue d'attirer l'attention
.
Lors de la saison 2015-16 du Metropolitan Opera, elle incarne, successivement, les trois reines :Maria Stuarda, Anna Bolena et Elisabeth Ire de Roberto Devereux. Ce « défi »

avait été proposé à Anna Netrebko, qui ne l'a pas relevé.
Sondra Radvanovsky, alors pressentie, accepte malgré la difficulté
qu'elle analyse d'ailleurs:
« ces opéras n’ont pas été écrits de la même manière musicalement et vocalement. Ainsi, Anna Bolena est écrit dans un registre médian alors que Marie Stuart est écrit très legato et beaucoup plus haut, pour une soprano lyrique. Enfin, la reine Elizabeth Ire est un personnage dramatique à bien des égards, avec beaucoup de tempérament. »
. 
Elle ne renouvelle d'ailleurs pas cette expérience mais aborde ensuite de larges extraits des trois œuvres de Donizetti : au Liceu en février 2021, au Teatro San Carlo de Naples en 2022

où elle présente un véritable spectacle mis en scène
.
C'est aussi en 2016 qu'elle triomphe une première fois dans Aida à l'Opéra de Paris, dans la mise en scène d'Olivier Py. Elle y retournera en superstar consacrée en 2021 aux côtés de Jonas Kaufmann, pour une représentation de la mise en scène de Lotte de Beer, malheureusement privée de public en salle du fait de la pandémie de COVID19 et qui sera retransmise à la télévision et en streaming. Et en 2018 elle assure toutes les représentations du Bal Masqué programmées par l'Opéra de Paris, remplaçant Anja Harteros souffrante, puis celles du Trovatore, où elle offre chaque soir à un public enthousiaste, un "bis" de l'air « D’amor sull’ali rosee ». Outre l'Amelia du Bal masqué, elle aborde également celle de Simon Boccanegra, aux côtés du baryton Ludovic Tézier, en version concert à l'Opéra de Monte Carlo et au Théâtre des Champs Elysées en mars 2017 puis le rôle-titre de Luisa Miller, au Liceu aux côtés du ténor Piotr Beczala en 2019.
Elle ouvre la saison 2017-18 du Metropolitan Opera, dans le rôle-titre de Norma. Elle a déjà chanté plusieurs fois, notamment à l'Opéra de Munich, le rôle de druidesse de Vincenzo Bellini, mais cette fois elle l'aborde dans une nouvelle production de David Mc Vicar, prévue à l'origine pour Anna Netrebko qui a renoncé au rôle de Norma, quelques mois auparavant, et à l'occasion d'une retransmission en live HD dans les cinémas du monde entier.
Elle incarne également à plusieurs reprises le rôle de Maddalena de Coigny dans Andrea Chenier de Giordano, dans la reprise de la mise en scène de David Mc Vicar, d'abord à Londres au Royal Opera House aux côtés de Roberto Alagna, puis à Barcelone au Liceu, aux côtés de Jonas Kaufmann. En 2021, elle aborde également le rôle de Lady dans Macbeth et, en version concert, qu'elle reprendra à plusieurs reprises sur scène, puis celui d'Imogène dans le Pirata de Bellini au Teatro San Carlo de Naples.
Après avoir maintes fois incarné Tosca de Puccini, elle est Turandot du même Puccini, en mars 2022, lors du concert et de l'enregistrement studio de l'intégrale de Turandot à Rome sous la direction d'Antonio Pappano, à l'Accademia de la Santa Cecilia, aux côtés du Calaf de Jonas Kaufmann, pour une intégrale studio dans la version complète composée par Alfano sur les indications de Puccini. Le CD est sorti en mars 2023 chez Warner Classics.
Elle ouvre à nouveau la saison 2022-23 du Metropolitan Opera, qui reprend ses activités après de longues fermetures durant la pandémie de COVID 19, avec le rôle-titre du Médée de Cherubini, dans une nouvelle mise en scène de David Mc Vicar.

## Discographie et vidéographie
Pentatone publie, en mars 2022, un CD rassemblant des enregistrements de la chanteuse
.

- Cyrano de Bergerac, Franco Alfano - Sondra Radvanovsky (Roxane), Placido Domingo (Cyrano). 2007 production from the Queen Sofia arts centre in Valencia, Spain, direction musicale : Patrick Fournillier - DVD Unitel Classica - 2009.
- Verdi: Arias, Album solo Sondra Radvanovsky, direction musicale : Constantine Orbelian et le Philharmonia of Russia, CD Delos - 2010
- Verdi Opera Scenes, Sondra Radvanovsky et Dmitri Hvorotovsky, direction musicale : Constantine Orbelian et le Philharmonia of Russia, CD Delos - 2011.
- Hvorostovsky in Moscow, Guest star Sondra Radvanovsky, direction musicale : Constantine Orbelian et le Philharmonia of Russia, DVD 2012.
- Il trovatore (Verdi) - Sondra Radvanovsky, Marcelo Álvarez, Dolora Zajick, Dmitri Hvorotovsky - orchestre du MET opéra sous la direction de Marco Armiliato - DVD Deutsche Grammophone - Aout 2012 -
- Norma (Bellini) - Sondra Radvanovsky, Ekaterina Gubanova, Gregory Kunde, Orchestre du Grand Theatre du Liceu de Barcelone - DVD 2016 -
- La Dame de Pique (Tchaïkovski) - avec Sondra Radvanovsky, Brandon Jovanovitch, Samuel Youn, Lucas Meachem, orchestre du Lyric Opera of Chicago sous la direction de Colin Davis - Enregistrement live - CD 2021.
- Norma (Bellini- avec Sondra Radvanovsky, Russel Thomas, Elizabeth Deshong, orchestre du Lyric Opera of Chicago sous la direction de Riccardo Frizza - CD enregistrement live - 2021
- The Three Queens (Donizetti), orchestre du Lyric Opera of Chicago sous la direction de Riccardo Frizza - CD enregistrement live - Pentatone - 2022
- Turandot, version Alfano 2 (Puccini), Sondra Radvanovsky, Jonas Kaufmann, Ermonelle Jaho, Michele Pertusi, Chœur et orchestre de l'Accademia Santa Cecilia à Rome sous la direction d'Antonio Pappano, enregistrement studio réalisé en février 2022, sortie chez Warner Classics en Mars 2023.